# Clase Oscar
Los submarinos de misiles de crucero soviéticos de propulsión nuclear Oscar I y Oscar II según la designación OTAN, cuyo nombre oficial es Proyecto 949 Granit (Oscar I) y Proyecto 949A Antey (Oscar II) respectivamente, son submarinos, que fueron construidos según el proyecto del diseñador Igor Spassky para la Armada soviética y posteriormente se traspasaron a la Armada rusa. Se ha  planificado la modernización de algunos de los buques en el conocido como Proyecto 949AM, para extender su vida útil y aumentar las capacidades de combate.
Son los submarinos de ataque más grandes del mundo, después de la clase Akula y la clase Borei, actualmente en construcción, con un desplazamiento ligeramente mayor que la clase Ohio de los Estados Unidos. 
La pérdida más grave de esta clase de submarino es el K-141 Kursk que se hundió en el año 2000 en un trágico accidente, durante unas maniobras militares de entrenamiento realizadas por Rusia tras el desmembramiento de la Unión Soviética. Otro incidente con este tipo de nave fue el incendio del submarino Tomsk en septiembre de 2013. Esta nave, retirada de servicio en el año 2009, se encontraba en reparación en un dique flotante en las proximidades de Vladivostok, en el extremo oriente de Rusia, sin que se registrasen víctimas, según informaron fuentes de la Flota del Pacífico.

## Oscar I

Oscar I (144 metros de eslora)

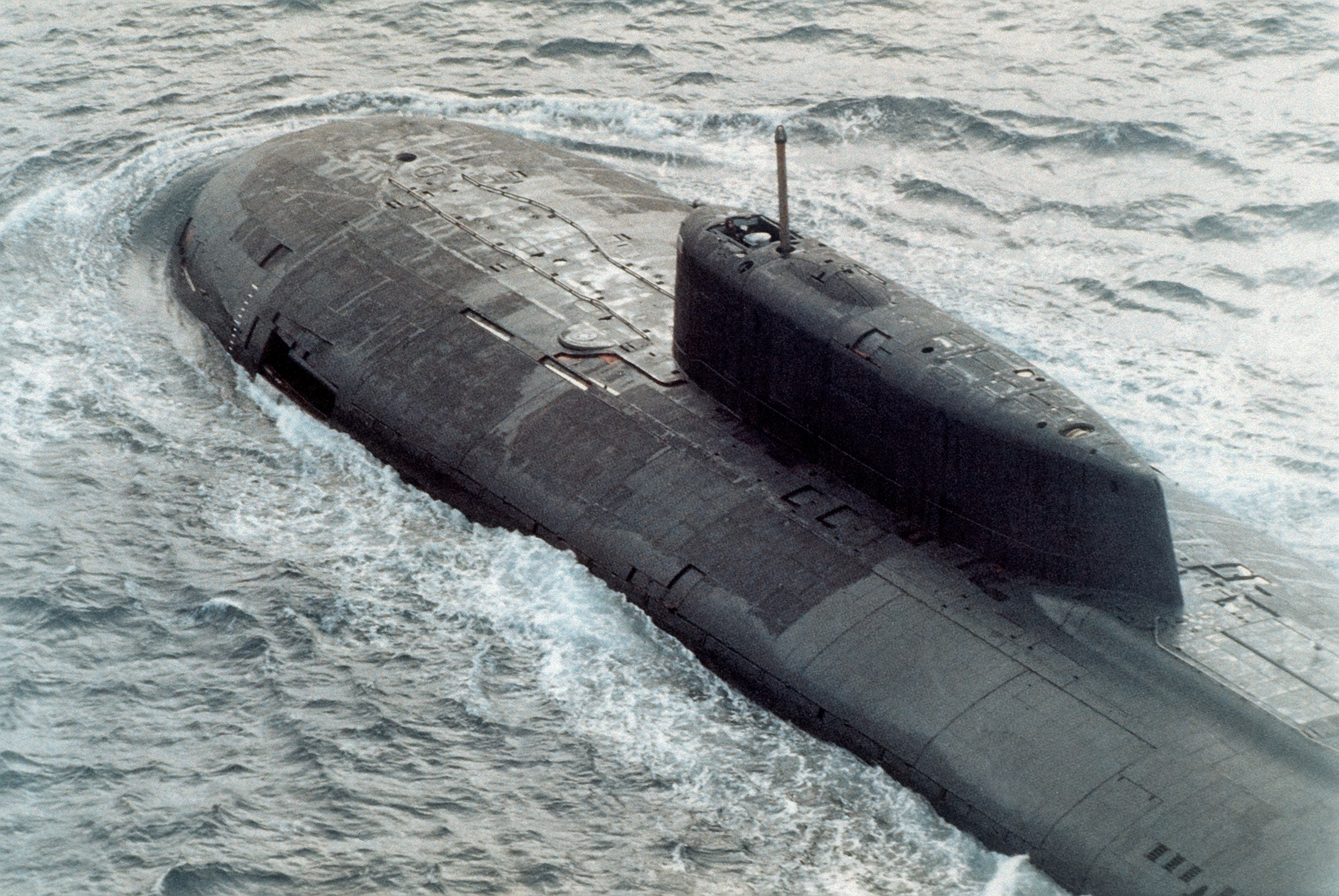
Vista desde popa de un submarino clase Oscar en 1986.

Submarinos del proyecto 949 "Granit" - una serie de submarinos soviéticos con misiles de crucero "Granit". Según la clasificación de la OTAN - "Oscar-I". El objetivo principal de la clase es la destrucción de las formaciones de ataque de portaaviones.
Al diseñar botes, los desarrollos técnicos desde la creación del Proyecto 661 Anchar fueron ampliamente utilizados es su diseño.
En total, se planeó tener unos veinte barcos de esta clase. Después de la construcción de dos submarinos, la producción continuó bajo el proyecto mejorado 949A Antey.
Los dos submarinos de este tipo en el astillero de Severodvinsk y fueron asignados a la Flota del Norte al principio de la década de los 80. 
Tras la disolución de la URSS quedaron pronto sin uso debido a la falta de fondos y a que quedaron superados por la siguiente serie de la clase Oscar II, dándose de baja definitivamente en 1996. En 2006, a expensas de Gran Bretaña y Noruega, se completó la eliminación de los dos submarinos.

## Oscar II

Oscar II (155 metros de eslora)

Los submarinos soviéticos del proyecto 949A "Antey", designación OTAN - "Oscar II", de 155 metros de eslora y con una autonomía de navegación de 120 días, están pertrechados con misiles crucero P-700 Granit. Son propulsados por dos reactores nucleares OK-650B, con una potencia total de 98.000 caballos de fuerza. En el momento del desmembramiento de la URSS, su armada contaba con 6 submarinos Oscar II en servicio. 
En total la Armada de Rusia llegó a tener un máximo de 11 submarinos de la clase Oscar II operativos, 5 asignados a la Flota del Norte y los otros 6 a la Flota del Pacífico.
El submarino K-456 Tver fue lanzado con el nombre Kasatka como parte de la Flota del Norte. En 1993 fue transferido a la Flota del Pacífico. El 20 de junio de 1996 fue renombrado Vilyuchinsk hasta el 28 de enero de 2001 adquirió su nombre definitivo.
El submarino K-139 Belgorod fue botado en julio de 1992, pero su construcción final se detuvo varias veces por la falta de fondos. Finalmente en julio de 2006 el primer ministro Sergey Ivanov anuncio: “…El Ministerio de Defensa no necesita al Belgorod, no obstante ya se ha expuesto que el submarino será terminado como un submarino para misiones especiales militares y científicas.
Para el periodo 2018-2025, el Ministerio de Defensa de Rusia tiene la intención de modernizar para la Flota del Pacífico 4 submarinos nucleares del Proyecto 949 Antei, armándolos con misiles Kalibr. Esto fue anunciado el 3 de mayo de 2017 por el Viceministro de Defensa de Rusia, Yuri Ivánovich Borísov.

## Lista de submarinos
| Clase Oscar I - Pr. 949 Granit  | Clase Oscar I - Pr. 949 Granit | Clase Oscar I - Pr. 949 Granit | Clase Oscar I - Pr. 949 Granit | Clase Oscar I - Pr. 949 Granit | Clase Oscar I - Pr. 949 Granit | Clase Oscar I - Pr. 949 Granit |
| #                               | Nombre | Comienzo | Botado | Asignado | Flota | Estatus |
| ------------------------------- | --- | --- | --- | --- | --- | --- |
| 1                               | K-525 Arcángel | 25.07.1975 | 03.05.1980 | 30.12.1980 | Norte | Dado de baja en 1996. Desguazado en 2006                                                                                             |
| 2                               | K-206 Murmansk | 22.04.1979 | 30.11.1981 | 10.12.1982 | Norte | Dado de baja en 1998. Desguazado en 2006                                                                                             |
| Clase Oscar II - Pr. 949A Antey | | | | | | |
| #                               | Nombre | Comienzo | Botado | Asignado | Flota | Estatus |
| 1                               | K-148 Krasnodar | 22.07.1982 | 03.03.1985 | 30.09.1986 | Norte | Dado de baja. Desguazado en 2014 |
| 2                               | K-173 Krasnoyarsk | 04.08.1983 | 27.03.1986 | 31.12.1986 | Pacífico | Dado de baja en 2010. Desguazado en 2016                                                                                             |
| 3                               | K-132 Irkutsk | 08.05.1985 | 29.12.1987 | 30.12.1988 | Pacífico | Modernización 949AM en DVZ Zvezda hasta 2022                                                                                         |
| 4                               | K-119 Voronezh | 25.02.1986 | 16.12.1988 | 29.12.1989 | Norte | En servicio |
| 5                               | K-410 Smolensk | 09.12.1986 | 20.01.1990 | 22.12.1990 | Norte | En servicio |
| 6                               | K-442 Chelyabisnk | 21.05.1987 | 18.06.1990 | 28.12.1990 | Pacífico | Modernización 949AM en DVZ Zvezda hasta 2020                                                                                         |
| 7                               | K-456 Tver | 09.02.1988 | 28.06.1991 | 18.08.1992 | Pacífico | En servicio. (ex-Kasatka, ex- Vilyuchinsk)                                                                                           |
| 8                               | K-266 Orel | 19.01.1989 | 22.05.1992 | 30.12.1992 | Norte | En servicio |
| 9                               | K-186 Omsk | 13.07.1989 | 10.05.1993 | 15.12.1993 | Pacífico | En servicio |
| 10                              | K-141 Kursk | 22.03.1990 | 16.05.1994 | 30.12.1994 | Norte | Hundido en un accidente el 12/08/2000. Recuperado en 2002 y desguazado en 2004                                                       |
| 11                              | K-150 Tomsk | 27.08.1991 | 20.07.1996 | 30.12.1996 | Pacífico | En servicio |
| 12                              | K-329 Belgorod | 24.07.1992 | 23.04.2019 | 12.2022 | Norte | 20.12.2012 reconvertido como el submarino nodriza Pr. 09852 Status-6 "Poseidón"                                                      |
| 13                              | K-135 Volgogrado | 02.09.1993 | | | | Cancelado en 1998 al 49%. Desguazado en 2012.                                                                                        |
| 14                              | K-160 Barnaul | ??.04.1994 | | | | Cancelado en 2002 al 30%. Desguazado en 2012                                                                                         |
| -                               | 4 submarinos más Pr. 949U planeados fueron cancelados, 3 se habían comenzado en el momento de abandonar su programa de construcción. | 4 submarinos más Pr. 949U planeados fueron cancelados, 3 se habían comenzado en el momento de abandonar su programa de construcción. | 4 submarinos más Pr. 949U planeados fueron cancelados, 3 se habían comenzado en el momento de abandonar su programa de construcción. | 4 submarinos más Pr. 949U planeados fueron cancelados, 3 se habían comenzado en el momento de abandonar su programa de construcción. | 4 submarinos más Pr. 949U planeados fueron cancelados, 3 se habían comenzado en el momento de abandonar su programa de construcción. | 4 submarinos más Pr. 949U planeados fueron cancelados, 3 se habían comenzado en el momento de abandonar su programa de construcción. |